# 京格爾島

京格爾島（英語：Jingle Island）是南極洲的島嶼，座標65°23′S 65°18′W / 65.383°S 65.300°W，處於韋勒島東北面2（1.2英里），長3（1.9英里），屬於比斯科群島中皮特群島的一部分，在1959年由英國南極名稱諮詢委員會命名，現時由南極條約體系管理。